# Kamza
Kamza (albanisch auch Kamëz) ist ein Vorort von Tirana und die sechstgrößte Stadt Albaniens. Es ist die drittgrößte Stadt im Qark Tirana, lange Zeit neues Zuhause für viele Zuwanderer aus dem Land, die hier Land besetzten. Im Jahr 2024 hatte Kamza 61.739 Einwohner.
Seit 2015 gehört auch die ehemalige Gemeinde (komuna) Paskuqan zu Kamza. Im Jahr 2011 hatte die Gemeinde Paskuqan 37.349 Einwohner. Die neue Gemeinde hat 96.137 Einwohner (Volkszählung 2023).

## Geographie

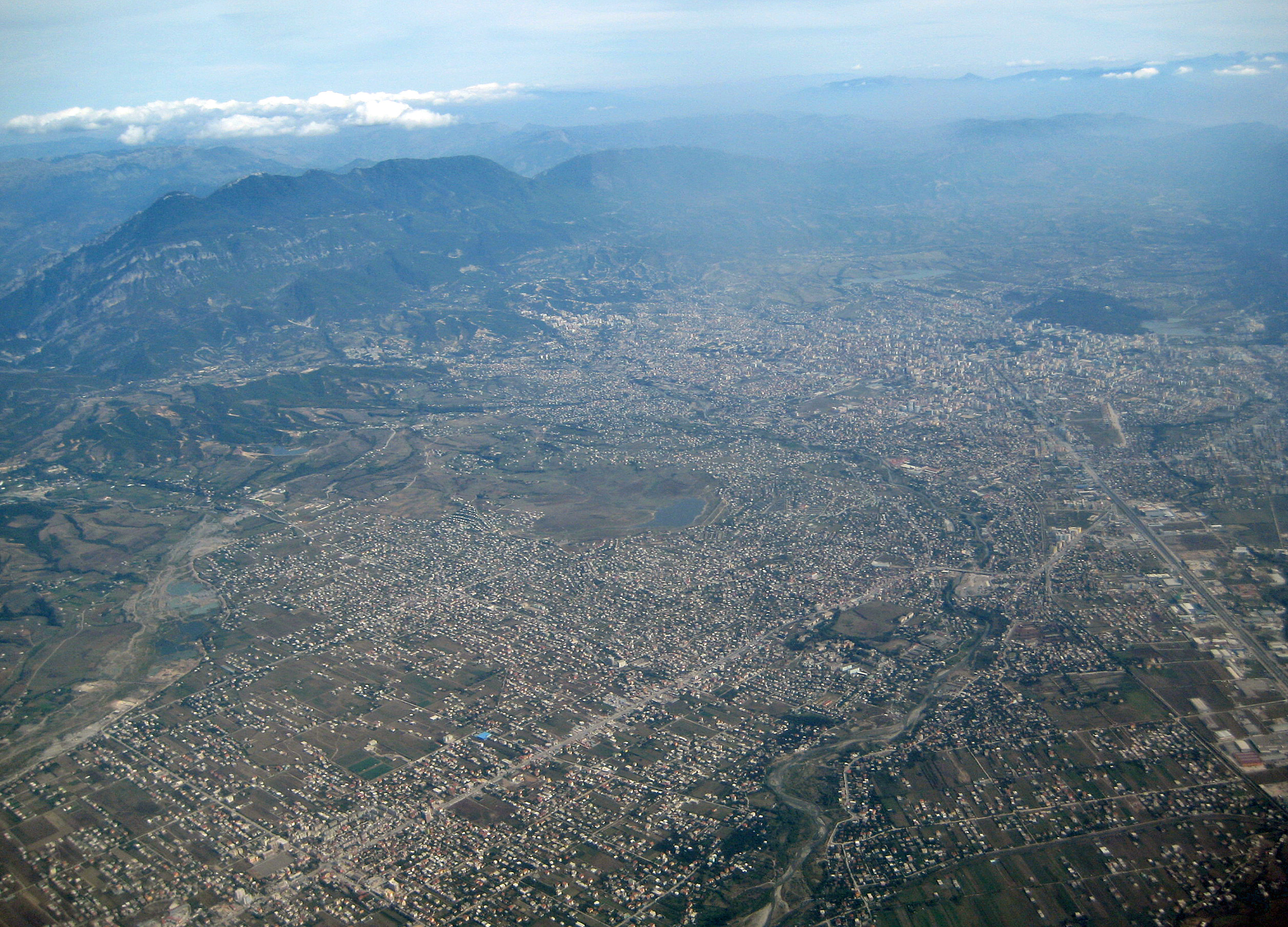
Luftbild von Kamza (im Vordergrund), im Hintergrund die Großstadt Tirana (2008)

Kamza liegt in der Ebene von Tirana zwischen dem Tirana-Fluss und der Tërkuza, zwei Oberläufen des Ishëm, rund fünf Kilometer nordwestlich von Tirana, wobei die Siedlungsgebiete heute ineinander übergehen. Getrennt werden sie lediglich vom Fluss Tirana, der die nördliche Grenze der Hauptstadt und über Strecken die südliche Grenze Kamzas bildet.
Der Ort Kamza kann grob in drei Teile gegliedert werden: Das Zentrum liegt am weitesten im Norden in der Ebene zwischen den beiden Flüssen Tërkuza und Tirana. Um einen städtischen Platz gruppieren sich einige Plattenbauten. Kodër-Kamza liegt zwei Kilometer südlich auf einem kleinen Hügel (albanisch: Kodër), der sich am Ufer des Tirana-Flusses erhebt. Dazwischen erstreckt sich – teils in den Hügeln gegen Osten, teils in der Ebene – das Neubaugebiet Bathore.
Paskuqan liegt südöstlich von Kamza und grenzt nördlich an Tirana, nur durch den Fluss Tirana getrennt. Auf dem Hügel zwischen Paskuqan und Kamza liegt der künstliche See von Paskuqan mit rund 170 Hektar.
Offiziell wird die Gemeinde (bashkia) folgendermaßen gegliedert: Stadt Kamza, die Einheit Bathore, Paskuqan und die Dörfer Laknas, Valias, Valias i Ri, Frutikultura, Zall-Mner und Bulçesh.

## Geschichte

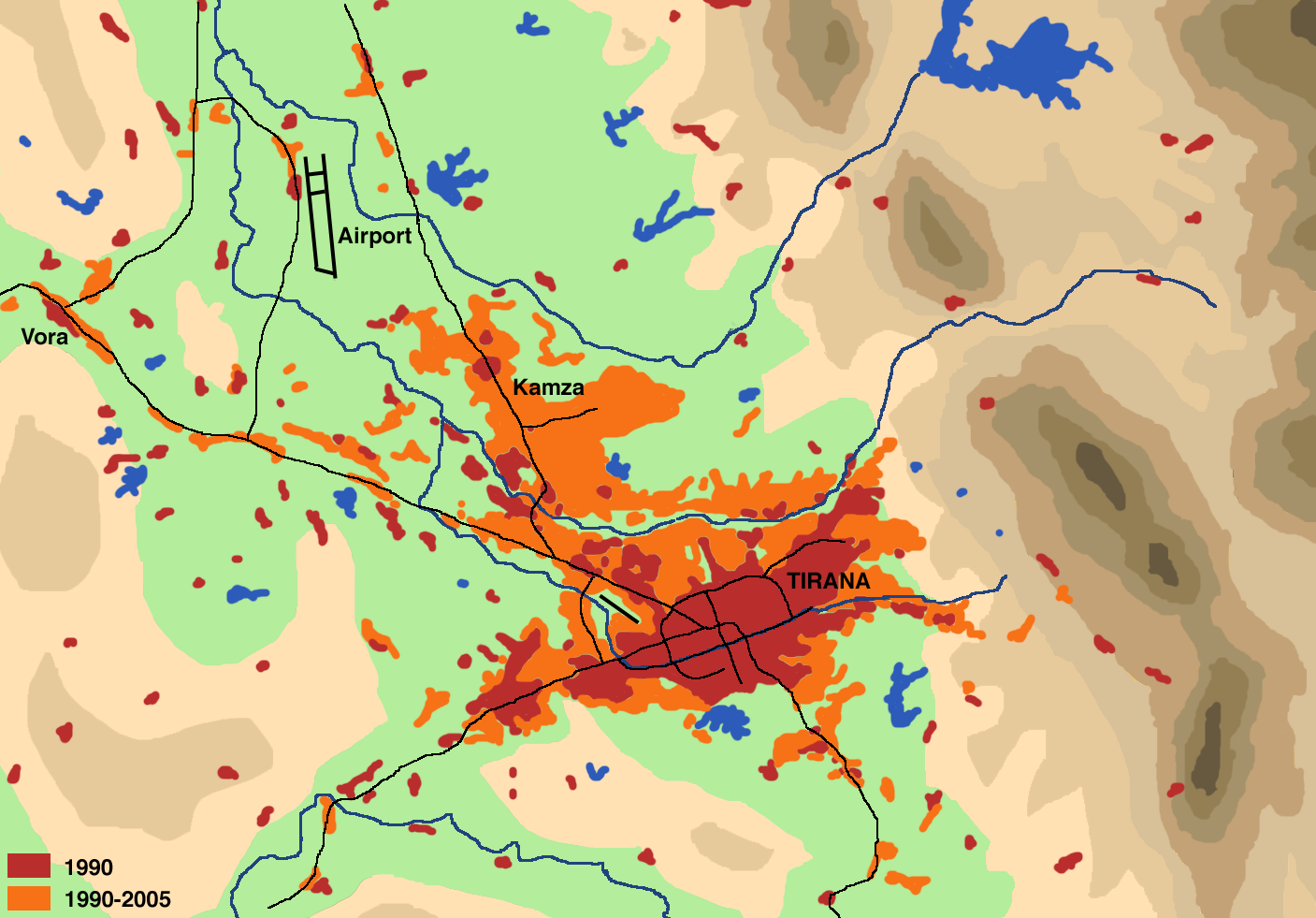
Siedlungsfläche in der Region Tirana 1990 und 2005

Seit ungefähr 1350 ist Kamza durchgehend bewohnt. 1431 wurde der Name Kamza erstmals erwähnt. 1942 wurde die erste Schule eröffnet.
Während des kommunistischen Systems war Kamza ein kleiner Ort. Trotz seiner Nähe zu Tirana war er von Landwirtschaft geprägt: Eine große Genossenschaft, das Kohlebergwerk von Valias und das höhere Institut für Landwirtschaft in Kodër-Kamza – heute die Landwirtschaftliche Universität Tirana – waren ansässig. 1975 lag die Einwohnerzahl bei rund 6000. Mit der Eröffnung der Kohlemine in Valias wuchs der Ort deutlich. Arbeiter aus dem ganzen Land, aber insbesondere aus Skrapar und aus Burrel zogen hinzu. Zudem lebten hier – zum Teil ohne behördliche Erlaubnis – Personen, die in Tirana Arbeit gefunden hatten, aber keine Aufenthaltserlaubnis für die Hauptstadt erhalten hatten. 1991, als in Albanien das kommunistische System gestürzt wurde, hatte Kamza 12.500 Einwohner.
Danach wandelte sich der Ort dramatisch. Zahlreiche Migranten aus ländlichen Gebieten Albaniens ließen sich auf den unbebauten Flächen nieder und bauten Häuser. Alle hofften, in Tirana Arbeit zu finden und der Armut der ländlichen Gebiete Albaniens entfliehen zu können. Eine ähnliche Entwicklung erlebte Paskuqan. Innerhalb eines Jahrzehnts explodierte die Bevölkerungszahl: bereits 1992 hatte sie sich auf rund 20.000 Einwohnern fast verdoppelt, 1996 werden erneut doppelt so viele Personen geschätzt: 45.000. Im Jahr 2002 waren es bereits über 53.000 Einwohner. Mit 66.841 Einwohnern (2011) ist die Bevölkerung in 36 Jahren auf das Elffache angewachsen. Und seit dem Ende des Kommunismus hat sie sich mehr als verfünffacht.
Bathore, zuvor nur ein weites, 400 ha großes Feld, wurde zum größten Elendsviertel des Landes. Den Landbesetzern fehlte es oft am nötigsten, so dass viele nur in einfachsten Hütten wohnten. Grundlegende Infrastruktur, wie Wasserver- und -entsorgung, Stromversorgung, Schulen, Abfallentsorgung und oft sogar Straßen, fehlte weitgehend. Die lokalen Behörden waren von der Situation überfordert. Mit internationaler Hilfe wurden ab dem Jahr 1997 mehrere Projekte zur Stadtentwicklung in Kamza gestartet, die insbesondere darauf abzielten, die Infrastruktur zu verbessern.

„Innerhalb Albaniens kam es zu einer großen Landflucht, viel Familien aus Nordalbanien besetzten Flächen der landwirtschaftlichen Universität und von ehemaligen Großbetrieben vor den Toren der Hauptstadt. In wenigen Jahren entstanden um die ehemaligen Dörfer Kamza und Bathore urbane Gebiete, die bald mehrere Tausend Einwohner zählten. In Bathore bauten sich die Familien ihre Häuser, ohne dass Wasser, Strom, Kanalisation oder Straßen vorhanden waren. Lange Zeit hatten die Behörden keine Kontrolle über die neuen urbanen Zentren. Die Bevölkerung war gezwungen, sich selbst zu organisieren und Traditionen des nordalbanischen Gewohnheitsrechts gewannen auch in den neu entstandenen Stadtgebieten an Bedeutung.“

Im Zeitraum von 2011 (104.190 Einwohner) bis 2023 hat die Gemeinde erstmals seit der Wende einen – im landesweiten Vergleich eher geringen – Bevölkerungsverlust von 8 % zu verzeichnen. 
Mit dem thüringischen Jena besteht seit dem Jahr 2009 eine auf einem Vertrag basierende Kooperation, wobei aus Deutschland zum Beispiel der Aufbau einer Berufsschule und die Gemeindeverwaltung unterstützt werden.
2016 ernannte die Stadt Donald Trump zum Ehrenbürger.

## Soziale Probleme
Viele Bewohner verdingen sich als Tagelöhner oder arbeiten in der Bauindustrie. Aber nicht alle Neuzuzügler haben Erfolg in Tirana. Die Armut und die schlechten Lebensumstände machen Kamza deshalb zu einem sozialen Brennpunkt. Die neuen Bewohner, die sich fast ausnahmslos illegal niedergelassen hatten, stammen mehrheitlich aus den gebirgigen Gegenden Nordalbaniens und brachten auch ihre alten Sitten wie den Kanun mit. In politisch unruhigen Zeiten wie 1991 und 1997 wurde die Landwirtschaftliche Hochschule wiederholt geplündert und angezündet.
Mehr als ein Drittel der Bewohner sind nicht im erwerbsfähigen Alter – mehrheitlich Kinder. Die Geburtenrate ist fünf Mal höher als die Sterberate. 8500 Bewohner von Kamza – ein Zehntel der Bevölkerung – haben den Ort nur als Zwischenstation benutzt und sind zwischenzeitlich ins Ausland ausgewandert.
Zu den chaotischen Verhältnissen in Kamza kam hinzu, dass auch eine der wichtigsten Straßen des Landes, die Hauptstraße von Tirana nach Nordalbanien, durch den Ort führt. Die Landstraße war viel zu schmal, um als Hauptverkehrsachse eines solch großen Ortes dienen zu können. Erst in den Jahren 2005–07 wurde sie erweitert. Ein Großteil des überregionalen Verkehrs umfährt den Ort jetzt weitläufig weiter westlich. In Zukunft soll die zum Flughafen führende geplante Stadtbahn den Öffentlichen Nahverkehr zwischen Kamza und Tirana verbessern, der aktuell mit öffentlichen Bussen und privaten Sammeltaxen bewältigt wird.
Die Infrastruktur hat sich in der Zwischenzeit schon deutlich gebessert. Es wurden Straßen und ein Kataster angelegt. Inzwischen gibt es auch in Bathore ein Gesundheitszentrum. Die ganze Gemeinde hat sieben Kindergärten, die von 1700 Kindern besucht werden, acht Grundschulen (Neunjahresschulen), zwei weiterführende Mittelschulen und eine Berufsbildungsschule. Weitere Schulen sollen demnächst gebaut werden.

## Sport
Der lokale Fußballverein KS Kamza konnte 2011 zum ersten Mal in die höchste Liga aufsteigen, spielt seit 2012 aber wieder in der zweiten Liga Kategoria e parë. Er absolviert seine Heimatspiele auf dem Fusha Sportive Kamëz.